# Lunhe (köpinghuvudort i Kina, Heilongjiang Sheng, lat 47,14, long 126,43)
Lunhe (kinesiska: 伦河, 伦河镇) är en köpinghuvudort i Kina. Den ligger i provinsen Heilongjiang, i den nordöstra delen av landet, omkring 160 kilometer norr om provinshuvudstaden Harbin. Antalet invånare är 32 348. Befolkningen består av 15 910 kvinnor och 16 438 män. Barn under 15 år utgör 14,0 %, vuxna 15-64 år 78 %, och äldre över 65 år 6,0 %.
Runt Lunhe är det ganska tätbefolkat, med 199 invånare per kvadratkilometer. Närmaste större samhälle är Yongfu, 10,2 km söder om Lunhe. Trakten runt Lunhe består till största delen av jordbruksmark.
Genomsnittlig årsnederbörd är 893 millimeter. Den regnigaste månaden är juli, med i genomsnitt 282 mm nederbörd, och den torraste är januari, med 6 mm nederbörd.